# Секвоя (людина)
Секво́я (Джордж Гесс) (чер. ᏍᏏᏉᏯ або ᏎᏉᏯ, англ. George Gist або George Guess; пр. 1767, Ноксвілл, Теннессі — 1843, Сан Фернандо, Тамауліпас, Мексика) — ювелір племені черокі, який створив письмо черокі в 1821 році. Засновник газети «Черокі Фенікс». Це єдиний зареєстрований випадок в історії, коли представник неписьменного народу незалежно створив систему письма. Після того як індіанці черокі побачили користь від писемності, вони стали її активно застосовувати та офіційно прийняли систему писемності в 1825 році. Секвоя був відомий також під іменами Джордж Гіст та Джордж Гесс. На честь Секвої названо роди рослин секвоя (Sequoia) і секвоядендрон (Sequoiadendron), а також Національний парк Секвої в Каліфорнії.

## Біографія

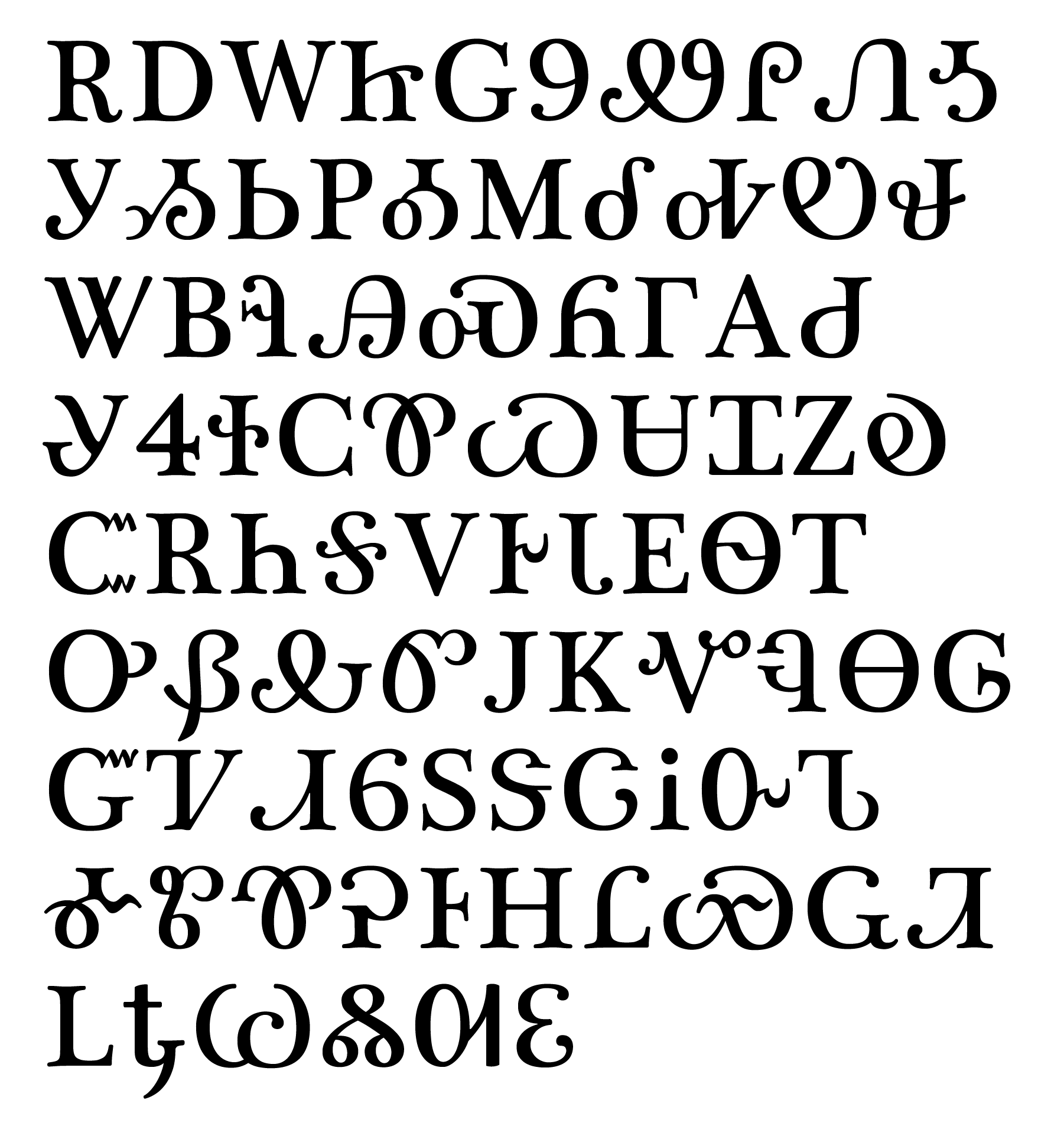
Складова азбука Секвоя в першому оригінальному накресленні.

Секвоя народився близько 1760 або в 1770 році від жінки з племені черокі і невідомого батька, ймовірно, білого або метиса. Місце його народження невідомо; це може бути село Таскеги в Теннессі. З дитинства кульгав, що не завадило йому служити в армії. 1809 року він переїхав до Віллстауна, штат Алабама, де став ковалем і майстром срібних справ.
Тоді ж він, який не знав англійської мови, але мав можливість бачити, як американці користуються писемністю, після 1810 року розпочав створювати систему письма для мови черокі. Спочатку він намагався розробити ієрогліфічне письмо, але потім вирішив створити складову азбуку. Спершу він придумав 200 фонетичних знаків, але потім скоротив їх кількість.
У розробленій ним до 1821 року абетці було 86 (нині 85) символів, частково запозичених з латинського (одним з джерел для копіювання знаків Секвоя був довідник з англійського правопису, отриманий ним від шкільного вчителя - не вміючи читати по-англійськи, він сам придумував нові фонетичні значення для латинських букв) і, можливо, з кириличного алфавітів. Першою письма та читання рідною мовою була навчена його дочка Айока. Співвітчизники винахід спершу зустріли з недовірою (знахарі прийняли його за одержимого), але на зборах воїнів він зумів продемонструвати його корисність. До 1823 року писемність черокі стала загальновживаною, і в 1825 році Нація Черокі надала їй офіційного статусу. Уже через рік після появи писемності, в 1820 році, тисячі черокі навчилися писати і читати за допомогою цього письма, а до 1830 року грамотними були 90% індіанців цього племені.

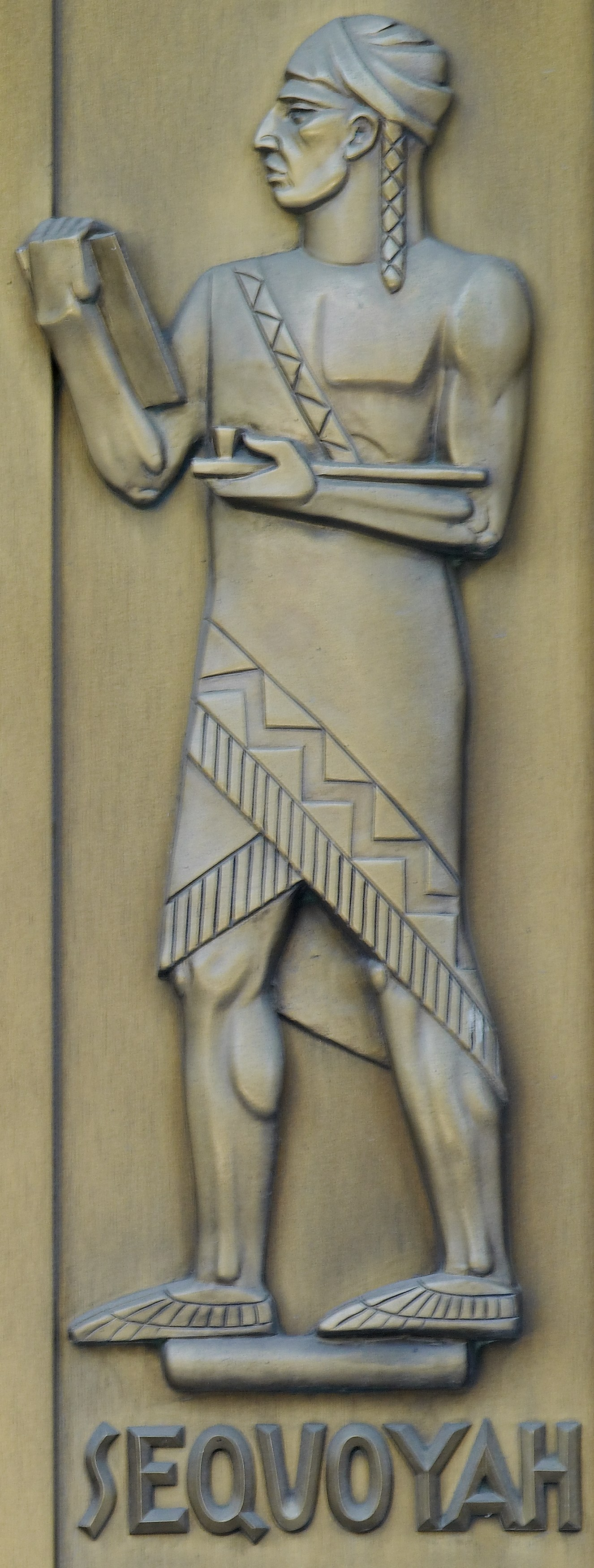
Бронзова панель, яка зображує Секвою (1939)

У 1825 році Секвоя переїхав на нову територію черокі в Арканзас, де завів кузню. 1828 року він брав участь в переговорах у Вашингтоні.
У 1830-х черокі і ще чотири так званих цивілізованих племен (чокто, чікасо, маскогі і семіноли) були примусово виселені (Дорога сліз) на захід від Міссісіпі на індіанську територію (сучасна Оклахома). Тому Секвоя залишок життя присвятив спробам політичного об'єднання черокі і вироблення загальної писемності для північноамериканських індіанців, для чого відвідав майбутні Аризону, Нью-Мексико, а також Мексику, де і помер між 1843 і 1845 роками у віці близько 80 років. Точне місце його поховання невідоме.
Австрійський ботанік Штефан Ендліхер назвав на його честь рід Секвоя (Sequoia): хвойні дерева з Тихоокеанського узбережжя Північної Америки, що досягають висоти понад 110 м - найвищі рослини на Землі (поряд з евкаліптом).